# Шиманский, Всеволод Павлович
Все́волод Па́влович Шима́нский (6 июля 1921, хутор Струч, Ратомский сельсовет, Заславская волость, Минский уезд, ССРБ — 25 января 2021) — советский государственный деятель, секретарь Москворецкого районного комитета КПСС города Москвы (1954—1961), заведующий сектором Закавказья в ЦК КПСС (1961—1963), министр торговли РСФСР (1972—1988).

## Биография
Родился 6 июля 1921 года на хуторе Струч Ратомского сельсовета Заславской волости Минского уезда ССРБ. Отец — писарь в уездном Совете, секретарь, затем председатель Заславского райисполкома, в 1928 ушёл с советской работы и вновь занялся крестьянским трудом.
1928 год — семья Шиманских одной из первых подверглась раскулачиванию, в результате чего была сослана в Архангельскую область.
В 1939 году после окончания средней школы поступил в Архангельский мединститут, но проучился в нём лишь три месяца. В конце ноября, когда началась финская война, был призван в армию.
1939—1945 — служба в армии. На момент начала Великой Отечественной войны служил командиром взвода в 19 танковом корпусе в Бердичеве. На пятый день войны попал на передовую, горел в танке. В августе 1941 года получил звание младшего лейтенанта, вступил в ВКП(б). Назначен начальником радиостанции штаба 40-й армии, затем командовал взводом связи 116 танковой бригады, был начальником связи этой бригады. Воевал на 1-м Украинском, 2-м Украинском, 2-м Белорусском фронтах, участвовал в Корсунь-Шевченковской операции и других. 18 января 1945 года в боях за Кёнигсберг был тяжело ранен. Войну закончил в госпитале в звании капитана.
После демобилизации в 1945 году продолжить учёбу на хирурга не смог из-за ранения в руку, поэтому поступил в Московский институт советской кооперативной торговли (1945—1949). В 1949 году поступил в аспирантуру МИСКТ, начал преподавательскую деятельность. Будучи студентом, был избран секретарём парткома института (1946), после слияния МИСКТ с МИНХ имени Г. В. Плеханова (1951) был переизбран на эту должность.
- 1954 — секретарь Москворецкого районного комитета партии г. Москвы. Район являлся одним из крупнейших в столице с населением более 400 тыс. человек.
- В 1957 году — избран первым секретарём Москворецкого райкома.
- 1961—1963 гг. — заведующий Закавказским сектором в аппарате ЦК КПСС.
- 1963—1972 гг. — первый заместитель министра торговли РСФСР.
- 1972—1988 гг. — Министр торговли РСФСР[4].
- 1975—1980 гг. — депутат Верховного Совета РСФСР IX-го созыва[5]
- В 1988 году вышел на пенсию. Работал заместителем главного редактора журнала «Коммерческий вестник».
- С 1991 по 2007 годы — генеральный директор коммерческой фирмы ООО «Константа клуб».

Супруга — Шиманская Людмила Дмитриевна (1928—2016).
Умер 25 января 2021 года. 27 января похоронен на Федеральном военном мемориальном кладбище в Мытищах.

## Награды
- Орден Ленина
- Орден Октябрьской Революции
- Орден Трудового Красного Знамени — два[7]
- Орден Отечественной войны 1-й степени — два
- Орден Красной Звезды
- Медаль «За боевые заслуги»
- Медаль «За победу над Германией в Великой Отечественной войне 1941—1945 гг.»
- Медаль «В ознаменование 100-летия со дня рождения Владимира Ильича Ленина»
- Медаль «Двадцать лет победы в Великой Отечественной войне 1941-1945 гг.»
- Медаль «Тридцать лет Победы в Великой Отечественной войне 1941-1945 гг.»
- Медаль «Сорок лет Победы в Великой Отечественной войне 1941-1945 гг.»
- Медаль «За освобождение Белграда»
- Медаль Жукова
- Медаль «Ветеран труда»
- Медаль «В память 850-летия Москвы»
- Медаль «50 лет Вооружённых Сил СССР»
- Медаль «60 лет Вооружённых Сил СССР»
- Медаль «70 лет Вооружённых Сил СССР»
- знак «50 лет пребывания в КПСС»